# Naina Yeltsina
Naina Iosifovna Yeltsina (tiếng Nga: Наина Иосифовна Ельцина, nhũ danh là Girina Гирина; sinh ngày 14 tháng 3 năm 1932) là vợ của tổng thống Nga Boris Yeltsin.

## Tiểu sử
Naina Yeltsina sinh ra ở tỉnh Orenburg năm 1932. Sau khi tốt nghiệp khoa xây dựng tại Học viện Bách khoa Ural ở Sverdlovsk năm 1955, cô làm việc với nhiều dự án khác nhau tại Viện Sverdlovsk. Năm 1956, cô kết hôn với Boris Yeltsin, người mà cô gặp tại viện và sống ở Moskva từ năm 1985. Họ có hai con gái là Yelena và Tatyana, sinh năm 1957 và 1960, tương ứng.
Naina Yeltsina hiếm khi được nhìn thấy ở nơi công cộng. Cô đi cùng chồng trong một số chuyến thăm nước ngoài của ông, bao gồm các chuyến thăm năm 1997 đến Thụy Điển, Phần Lan và chuyến thăm Trung Quốc năm 1999. Theo quy định, Naina Yeltsina không bao giờ can thiệp vào công việc chính trị của chồng. Tuy nhiên, trong chiến dịch bầu cử năm 1996, bà đã gặp gỡ cử tri và trả lời phỏng vấn với giới truyền thông. Một sự xuất hiện công khai lớn là tang lễ nhà nước của người chồng quá cố của cô tại Moskva vào tháng 4 năm 2007.